# Talara nigrivertex
Talara nigrivertex là một loài bướm đêm thuộc phân họ Arctiinae, họ Erebidae.